# Copa dos Campeões Europeus da FIBA de 1975–76
A Copa dos Campeões Europeus da FIBA de 1975–76 foi a 19ª edição da principal competição europeia de clubes profissionais da Europa conhecida hoje como Euroliga. A final foi sediada no Patinoire des Vernets em Genebra, Suíça em 1 de abril de 1976. Na ocasião o Real Madrid foi vencido pelo Ignis Varèse por 81–74. Esta foi a sétima final consecutiva do Ignis Varese e a terceira final de três consecutivas entre as duas equipes. 

## Fase Preliminar
| Equipe 1        | Total   | Equipe 2   | 1.º jogo | 2.º jogo |
| --------------- | ------- | ---------- | -------- | -------- |
| Beşiktaş        | 151–173 | Federale   | 90–70    | 61–103   |
| Al-Zamalek      | 133–167 | Academic   | 69–74    | 64–93    |
| Resovia Rzeszów | 185–137 | Jalaa      | 109–67   | 76–70    |
| Alvik           | 134-135 | Turun NMKY | 76–67    | 58–68    |

## Segunda Fase
| Equipe 1          | Total   | Equipe 2      | 1.º jogo | 2.º jogo |
| ----------------- | ------- | ------------- | -------- | -------- |
| ÍR                | 0–4*    | Real Madrid   | 0–2      | 0–2      |
| T71 Dudelange     | 123–207 | Forst Cantù   | 76–97    | 47–110   |
| Federale          | 162–158 | Dukla Olomouc | 91–73    | 71–85    |
| Gießen 46ers      | 158–159 | Academic      | 89–75    | 69–84    |
| Resovia Rzeszów   | 156–164 | Sefra Wien    | 83–88    | 73–76    |
| Embassy All-Stars | 153–207 | Transol RZ    | 87–90    | 66–117   |
| Panathinaikos     | 151–156 | Turun NMKY    | 96–78    | 55–78    |

*ÍR desistiu.
Automaticamente classificados para a fase de grupos
- Mobilgirgi Varese (atual campeão)
- Zadar
- ASVEL
- Maes Pils
- Maccabi Elite Tel Aviv

## Fase de Quartas de Finais
|  | As duas melhores equipes passam para as semifinais |

|    | Team              | J | Pts | V | D | PF  | PA  | PD   |
| -- | ----------------- | - | --- | - | - | --- | --- | ---- |
| 1. | Mobilgirgi Varese | 5 | 10  | 5 | 0 | 886 | 729 | +157 |
| 2. | ASVEL             | 5 | 9   | 4 | 1 | 783 | 764 | +19  |
| 3. | Maes Pils         | 5 | 8   | 3 | 2 | 847 | 780 | +67  |
| 4. | Academic          | 5 | 6   | 1 | 4 | 813 | 871 | -58  |
| 5. | Turun NMKY        | 5 | 6   | 1 | 4 | 784 | 913 | -129 |
| 6. | Zadar             | 5 | 6   | 1 | 4 | 817 | 873 | -56  |

|    | Team                   | J | Pts | V | D | PF   | PA   | PD   |
| -- | ---------------------- | - | --- | - | - | ---- | ---- | ---- |
| 1. | Real Madrid            | 5 | 10  | 5 | 0 | 1070 | 869  | +201 |
| 2. | Forst Cantù            | 5 | 9   | 4 | 1 | 960  | 849  | +111 |
| 3. | Maccabi Elite Tel Aviv | 5 | 8   | 3 | 2 | 894  | 905  | -11  |
| 4. | Sefra Wien             | 5 | 7   | 2 | 3 | 833  | 839  | -6   |
| 5. | Transol RZ             | 5 | 6   | 1 | 4 | 855  | 1025 | -170 |
| 6. | Federale               | 5 | 5   | 0 | 5 | 859  | 984  | -125 |

## Semifinais
| Equipe 1          | Total   | Equipe 2    | 1.º jogo | 2.º jogo |
| ----------------- | ------- | ----------- | -------- | -------- |
| Mobilgirgi Varese | 173–155 | Forst Cantù | 95–85    | 78–70    |
| Real Madrid       | 212–178 | ASVEL       | 113–77   | 99–101   |

## Final
Realizada em 1 de abril na Patinoire des Vernets em Genebra.
| Equipe 1          | Resultado | Equipe 2    |
| ----------------- | --------- | ----------- |
| Mobilgirgi Varese | 79–66     | Real Madrid |

| Copa dos campeões europeus de 1975–76 Campeão |
| --------------------------------------------- |
| Mobilgirgi Varese 5º Título                   |